# Disturbing tha Peace
Pour les articles homonymes, voir DTP.
Disturbing tha Peace Records, LLC (appelé aussi DTP) est une maison de disques affiliée à Def Jam située à Atlanta en Géorgie, elle est spécialisée dans le hip-hop et le Rnb. Ce label a été fondé par le rappeur Ludacris et son manageur Chaka Zulu. Le label a vu passer des artistes comme Chingy, Shawnna ou encore Bobby Valentino.
Actuellement le label est en pleine reconstruction et seulement 3 artistes sont sous contrat à juin 2009.

## Artistes
- Ludacris
- Playaz Circle
- Willy Northpole
- Lil' Scrappy

## Anciens artistes
- Bobby V.
- Shawnna
- Shareefa
- Field Mob
- Chingy
- Lil' Fate
- I-20
- Small World
- Steph Jones
- Serious Jones

## Source
- (en) Site officiel